# توموكو تاكاهاشي
توموكو تاكاهاشي هي رسامة وفنانة يابانية، ولدت في 1966 في طوكيو في اليابان.